# Emich zu Leiningen (1926-1991)
Emich Kirill Ferdinand Hermann Fürst zu Leiningen (Coburg, 18 oktober 1926 − Amorbach, 30 oktober 1991) was sinds 2 augustus 1946 de 7e vorst zu Leiningen en hoofd van het Huis Zu Leiningen.

## Biografie
Leiningen is een telg uit het geslacht Zu Leiningen en een zoon van Karl zu Leiningen (1898-1946), 6e vorst zu Leiningen, en Maria Kirillovna grootvorstin van Rusland (1907-1951). Hij trouwde in 1950 met Eilika Herzogin von Oldenburg (1928-2016), de laatste een dochter van erfgroothertog Nicolaas van Oldenburg (1897-1970) en Helena prinses zu Waldeck und Pyrmont (1899-1948), met wie hij vier kinderen kreeg, onder wie Karl-Emich Prinz zu Leiningen (1952) en Andreas zu Leiningen (1955).
Leiningen volgde in 1946 zijn vader op als vorst en hoofd van het Huis zu Leiningen. Volgens familietraditie droeg Leiningen de volgende titels: Pfalzgraf zu Mosbach, Graf zu Dürn, heer zu Amorbach, Miltenberg, Bischofsheim, Bosberg, Hardheim, Schüpf en Lauda, en het predicaat Doorluchtigheid. Hij bewoonde met zijn gezin het Fürstlich-Leiningensches Palais Amorbach. Zijn tweede zoon Andreas volgde hem op als 8e vorst zu Leiningen en hoofd van het Huis Zu Leiningen.